# 黎鸣
黎鸣（1950年—），中华人民共和国传媒人物，中国电视艺术家协会原分党组书记、驻会副主席，中国文学艺术界联合会原主席团委员。